# 前397年
| 千纪： | 前1千纪 |
| 世纪： | 前5世纪 \| 前4世纪 \| 前3世纪 |
| 年代： | 前420年代 \| 前410年代 \| 前400年代 \| 前390年代 \| 前380年代 \| 前370年代 \| 前360年代                                                                                       |
| 年份： | 前402年 \| 前401年 \| 前400年 \| 前399年 \| 前398年 \| 前397年 \| 前396年 \| 前395年 \| 前394年 \| 前393年 \| 前392年                                                         |
| 纪年： | 周安王五年 魯穆公十九年 齊康公八年 晉烈公十九年 趙武侯三年 魏文侯二十八年 韓烈侯三年 秦惠公三年 楚悼王五年 宋悼公七年 衛慎公十八年 鄭繻公二十六年 燕後簡公十八年 越王翳十四年 |

## 大事記
- 日食
- 盜殺韓相俠累。
- 魏文侯斯薨，子魏武侯擊立。

## 出生
- 安提帕特,馬其頓王國腓力二世和亞歷山大大帝時的將軍。（前319年逝世）

## 逝世
- 俠累,战国初期韩国贵族，韓景侯的弟弟，韓烈侯的叔父。